# Vineyard (Utah County, Utah)
Vineyard ist eine Stadt im Utah County des US-Bundesstaates Utah. Die Stadt ist Teil des Großraums Orem-Provo.

## Geschichte
Die Gemeinde wurde nach den Weinbergen in der Nähe des ursprünglichen Ortes benannt. Die Gemeinde wurde 1989 gegründet. Die Bevölkerung wuchs ab 2012 aufgrund der Sanierung eines ehemaligen Stahlwerkes, das sich in Vineyard befand, dramatisch. Vineyard wurde im Sommer 2016 als Stadt zertifiziert. Vor 2016 wurde Vineyard als Kleinstadt eingestuft.

## Demografie
Nach der Volkszählung von 2020 leben in Vineyard 12.543 Menschen. Die Bevölkerung teilt sich 2019 auf in 97,8 % Weiße, 0,2 % Afroamerikaner, 0,1 % indianischer Abstammung, 0,6 % Asiaten, 0,2 % Ozeanier und 1,1 % mit zwei oder mehr Ethnizitäten. Hispanics machten 6,8 % der Bevölkerung von Vineyard aus. Das mittlere Haushaltseinkommen lag 2019 bei 81.116 US-Dollar und die Armutsquote bei 9,5 %.